# シュードモナス・フルオレッセンス
シュードモナス・フルオレッセンス（Pseudomonas fluorescens）は一般的なグラム陰性桿菌である。シュードモナス属であり、2000年に行われたシュードモナス属の16S rRNA系統解析により、この種の名にちなんだP. fluorescensグループという分類群が作成された。いくつかの種がこの種とともにこのグループに位置づけられることになった。種名の「fluorescens」は、シデロホアの一種であるピオベルジン（pyoverdine）という水溶性蛍光色素を分泌する性質にちなんで名づけられた。

## 特徴
P. fluorescensは複数の鞭毛を持つ。非常に多様な代謝系を有しており、土壌や水圏から見出すことができる。基本的に偏性好気性とされるが、いくつかの株は酸素の代わりに、細胞呼吸における最終電子受容体として硝酸塩を利用することができる。P. fluorescensの最適生育温度は25 - 30℃である。オキシダーゼ試験で陽性を示す。また、非糖分解性である。
P. fluorescensの3つの株、SBW25株、Pf-5株、PfO-1株のゲノムシークエンシングは完了している。Pf-5株のゲノムは、7.1Mbpで63.3%のGC含量の環状染色体を一つ持つ。また、細胞中に87個のRNAと6137個のタンパク質が存在する。PfO-1株のゲノムの5.7%は二次代謝に寄与する領域であり、現在わかっている限りシュードモナス属で最大である。Pseudomonas fluorescens PfO-1のゲノムは6.43841 Mbpで60.5%のGC含量の染色体を一つ持ち、95個のRNAと5736個のタンパク質を持つ。

## 生合成特性
P. fluorescensとその類似シュードモナス属種は熱耐性リパーゼおよびプロテアーゼを産生する。これらの酵素は、苦味の発生、カゼインの破壊、ならびにタンパク質の凝固と粘液質の生産による粘液化により牛乳の商品価値を喪失させる。また、フロログルシノール、フロログルシノールカルボン酸と2,4-ジアセチルフロログルシノール[ 英: 2,4-diacetylphloroglucinol（英語版） ]を生成する。
P. fluorescensは、栄養素となる鉄濃度が低いときだけ緑色の水溶性蛍光色素ピオベルジンを産生する。鉄濃度が高いとき、ピオベルジンは必要ないので、コロニーは紫外線ライト下で蛍光を発しない。また、抗ウイルス性を高めるペプチド脂質であるビスコシン[ 英: viscosin ]を産生する。P. flurorescensはクロム酸塩により競合的に阻害される表層輸送系を用いており、クロム酸塩の感受性をもつ。
P. fluorescens Pf-5は、土壌媒介性の植物病原微生物に対する抗生物質を含む、多様な二次代謝産物を産生する。
Pseudomonas fluorescensの培養により、皮膚、耳、目の障害の治療に有効なムピロシンが生産される。ムピロシン遊離酸ならびにその塩およびエステルはメチシリン耐性黄色ブドウ球菌(MRSA)静菌薬として治療用クリーム、軟膏、スプレーに用いられている。
ヨーグルトを作るために使用される。

## 生分解特性
P. fluorescensで発見された酵素4-ヒドロキシアセトフェノンモノオキシゲナーゼはピセオール[ 英: piceol（英語版） ]およびNADPH、H+、O2を4-ヒドロキシフェニル酢酸[ 英: 4-hydroxyphenyl acetate ]およびNADP+、H2Oに変換する。
リパーゼを産生し脂質を分解する。
植物細胞の多くの副生成物の一つに、微生物に対して毒性を示す超酸化物等の活性酸素がある。P. fluorescensのような根圏細菌は過酸化物を過酸化水素に変換するスーパーオキシドジスムターゼや過酸化物を水に変換するカタラーゼを有する。これらの酵素の存在はP. fluorescensの酸化ストレスに対する耐性に寄与している。

## 基準株
ATCC 13525 

CCUG 1253 

CCEB 546 

CFBP 2102 

CIP 69.13 

DSM 50090 

JCM 5963 

LMG 1794 

NBRC 14160 

NCCB 76040 

NCIMB 9046 

NCTC 10038 

NRRL B-14678 

VKM B-894

## 植物生長促進効果
いくつかのP. fluorescensは植物性促進効果を持つことが実証されている。これらの菌株がどのように植物生長促進特性を実現しているかは正確にわかっていない。提唱されている有力な理論としては、
- P. fluorescensは宿主植物に全身抵抗性を誘発させ、そのため本当の病原体による攻撃に対する抵抗性をより高める。
- 鉄の取り込みに有利なシデロホアの分泌などにより他の(病原性)微生物に生存競争で勝つ。
- フェナジンタイプの抗生物質やシアン化水素のような、他の土壌微生物に対する抑制物質を生産する。

がある。特定の条件下であるが、これらの理論のすべてを裏付ける実験的証拠がある。
SBW25株は植物の葉や根に生息しており、植物生長に寄与する。

### 生物防除への利用
いくつかのP. fluorescens株(CHA0やPf-5など)は、Fusarium属(フザリウム属)やPythium(フハイカビ属)といった寄生性のカビ菌に対していくつかの植物種の根を保護する生物防除特性を持つ。
あるP. fluorescens単離株は、植物病原菌に対する殺菌性および生物防除性が知られている二次代謝産物2,4-ジアセチルフロログルシノール[ 英: 2,4-diacetylphloroglucinol：2,4-DAPG（英語版） ]を生産する。phl遺伝子クラスターは2,4-DAPGの生合成、調節、運搬、分解に関わる因子群をコードしている。このクラスターには8つの遺伝子phlHGFACBDEがあり、P. fluorescensの2,4-DAPG生産株において保存されている。これらの遺伝子の一つphlDはIII型ポリケタイド合成酵素をコードしており、2,4-DAPG合成の鍵因子である。 PhlDは植物のカルコン合成酵素との類似性を示しており、水平遺伝子伝達に由来すると理論付けられていた。しかし、系統発生学的および遺伝学的解析により、phl遺伝子クラスター全体はP. fluorescensを祖先とし、株間で異なる遺伝領域に存在しており、非2,4-DAPG生産株ではこの遺伝子の本来の能力を喪失しているだけであることが明らかとなった。
Pf-5株やJL3985株といったP. fluorescensのいくつかの株はアンピシリンやストレプトマイシンに対する抵抗性を発達させている。これらの抗生物質は、目的の遺伝子をプラスミドで発現させるための選択圧として研究に用いられている。
Pf-CL145A株は、アメリカで問題となっている侵略的外来種のDreissena属のゼブラ貝(Dreissena polymorpha)とクアッガムール貝(Dreissena rostriformis bugensis)の増殖抑制に有望な解決策であることが実証されている。この菌株は、中毒症状(感染ではない)によりこれら貝の90%以上を死滅させることができる。この死滅効果は、この菌株の細胞壁と関連する単一または複数の天然物質による。また、Pf-CL145A株の死んだ細胞も生きた細胞と同等に貝を死滅させる。貝がこの菌株の細胞を摂取すると、消化腺の溶解と壊死および胃の上皮の脱落が生じ、死滅する。これまでの研究は、ゼブラ貝とクアッガムール貝に非常高い特異性と標的でない生物に対して低いリスクを示している。Pf-CL145Aの死滅細胞はZequanoxという製品名で現在販売されている。

## 病原性
Pseudomonas fluorescensは、この細菌の一般的な性質に関わらず、植物に対して非病原性であり、他の植物病原体がもつ病原性因子を持たない。Pseudomonas fluroescens Pf-5の細胞中において、植物細胞壁およびその成分を分解する酵素(セルラーゼ、ペクチナーゼ、ペクチンリアーゼなど)は存在しない。一方で、いくつかの植物炭水化物、脂肪酸、油分を分解することができ、また、牛乳、牛肉、魚の腐敗を引き起こすタンパク質を加水分解できる。裏庭の池で飼育されている鯉のような、免疫が低下した魚の日和見感染病原体であることが知られている。
P. fluorescensは溶血性をもち、輸血用血液に感染することが知られている。
P. fluorescensの毒性は極端に低く発症はまれだが、ヒトに、通常は免疫不全の患者(例えば、癌治療中の患者)に疾病をもたらす。2004年から2006年までにアメリカでP. fluorescensの大流行がおき、6つの州で80人の患者が出た。感染源は、がん患者に使用された、ヘパリン処置された生理食塩水の汚染であった。また、1997年に国立台湾大学病院で4人の患者の血液中にP. fluorescens菌血症が発症した。これらの患者は化学療養室で治療を受けていたが、発熱や悪寒などの症状を呈した。4人の患者のカテーテルや血液から8つの菌株が単離され、そのすべてがP. fluorescensと同定された。